# کورنلیا فورت
کورنلیا کلارک فورت (انگلیسی: Cornelia Fort) (تولد: ۵ فوریه ۱۹۱۹-درگذشت: ۲۱ مارس ۱۹۴۳)، هوانورد آمریکایی بود که برای دو رویداد هوایی مشهور شد. هنگام یک پرواز آموزشی غیرنظامی در پرل هاربر، او اولین خلبان آمریکایی بود که با ناوگان هوایی ژاپن در طول حمله به پرل هاربر روبرو می‌شود و پس از فرود، به‌طرز ماهرانه‌ای از گلوله‌های یک هواپیمای ژاپنی که در ارتفاع کم وی را هدف گرفته بود فرار می‌کند. در سال بعد، کورنلیا فورت دومین عضو سرویس خلبانهای زن نیروی هوایی بدل شد و به عنوان یک خلبان (تیم تحویل هواپیمای جدید و عملیاتی به پایگاه‌های هوایی رزمی و بازگرداندن هواپیماهای فرسوده و آسیب دیده برای تعمیر و نگهداری) مشغول به کار بود و او به اولین خلبان زن، در تاریخ آمریکا بدیل شد که در حین انجام وظیفه کشته می‌شود.

## اوایل زندگی شغلی
کورنلیا در یک خانواده برجسته و ثروتمند در نشویل تنسی چشم به جهان گشود. پدر او، روفوس الیجاه فورت، بنیان‌گذار شرکت زندگی ملی و بیمه تصادف بود. در سال ۱۹۳۹ از کالج سارا لارنس فارغ‌التحصیل شد بعد از کالج به عضویت لیگ جونیور نشویل درآمد و بسیار دلبسته پرواز شد. در نهایت برای آموزش و تکمیل دوره خلبانی و دریافت گواهینامه خلبانی به هاوایی رفت.

## حمله به پرل هاربر
هنگامی که کورنلیا در پرل هاربر به عنوان آموزشیار خلبان غیرنظامی مشغول کار بود، سهواً یکی از اولین شاهدان حمله ژاپن به پرل هاربر بود که نتیجه آن تهاجم، ورود رسمی ایالات متحده به جنگ جهانی دوم بود. فورت در فضای اطراف پرل هاربر به وسیلهٔ یک هواپیمای کادت یک باله ایالتی با دانش آموزان خلبانی برخاست و فرود را تمرین می‌کرد. در آن زمان او و چند هواپیمای غیرنظامی دیگر تنها هواپیماهای ایالات متحده در فضای نزدیک بندر بودند. فورت دید یک هواپیمای نظامی مستقیم به طرف او پرواز می‌کند و سریع به وی نزدیک می‌شود او به سرعت کنترل هواپیما را از دانش آموز خود در اختیار گرفته و سعی در اوج گرفتن می‌کند. در آن زمان او نشان پرچم آفتاب تابان را بر بال هواپیمای نظامی می‌بیند. در ان لحظات متوجه ستون‌های دود سیاه بر فراز جزیره و همچنین دود خروجی موتورهای بمب افکن می‌شود. او به سرعت هواپیما را در فرودگاه غیرنظامی جان راجرز در نزدیکی مدخل پرل هاربر فرود می‌آورد. در این لحظه یک هواپیمای ژاپنیزیرو که در ارتفاع کمی پرواز می‌کرده او و دانش آموز خلبانی وی را که بر روی باند فرودگاه بطرف پناهگاه می‌دویدند به رگبار گلوله می‌بندد. در آن روز مدیر فرودگاه کشته شده و دو هواپیمای غیرنظامی مربوط به آن فرودگاه که در آسمان بودند، دیگر باز نمی‌گردند.

## خدمت نظامی
با بازگشت تمام پروازهای غیرنظامی در هاوایی، فورت در اوایل سال ۱۹۴۲ به سرزمین خودش بازگشت. او یک فیلم کوتاه تبلیغ اوراق قرضه جنگ ساخت که بسیار موفقیت‌آمیز بود و به دعوت او به سخنرانی منجر شده‌است. کمی بعد در همان سال، نانسی هارکنز لاو به استخدام سازمان تازه تأسیس «اسکادران کمکی زنان خلبان» درآمد و پیشرو خلبانان زن سرویس نیروی هوایی شد((Women Airforce Service Pilots (WASP)). کورنلیا دومین زنی بود که استخدام در این سازمان را پذیرفت. تیم «WAFS» تحویل دهنده هواپیمای نظامی به پایگاه‌های نظامی مختلف در ایالات متحده بود.

## مرگ
کورنلیا فورت اولین تلفات گروه ششم خلبان‌های حمایتی پس از استقرار در پایگاه لانگ بیچ، کالیفرنیا بود. در ۲۱ مارس ۱۹۴۳ هنگامی که هواپیمای دیگری که توسط یک خلبان مرد برای تحویل، به همراه او در پرواز بود با بال چپ هواپیمای بی تی-۱۳ وی برخورد کرد، دچار تصادم هوایی و سقوط مرگبار در ۱۰ مایلی جنوب مرکل، تگزاس شد. در زمان حادثه، کورنلیا فورت یکی از محرب‌ترین خلبانان «WAFS» بود. بر سنگ مزار او این جمله حک شده: «کشته شده در خدمت برای کشورش».

## میراث
کورنلیا فورت در فیلم تورا تورا، تورا توسط جف دانل به تصویر کشیده شد